# 圭亞那頰脂鯉
圭亞那頰脂鯉（学名：Apareiodon agmatos），為輻鰭魚綱脂鯉目脂鯉亞目下口半脂鯉科的其中一個種，分布於南美洲馬扎魯尼河流域，體長可達8公分，棲息在沙泥底質的河川，成群活動，生活習性不明。